# عروس‌ربایی

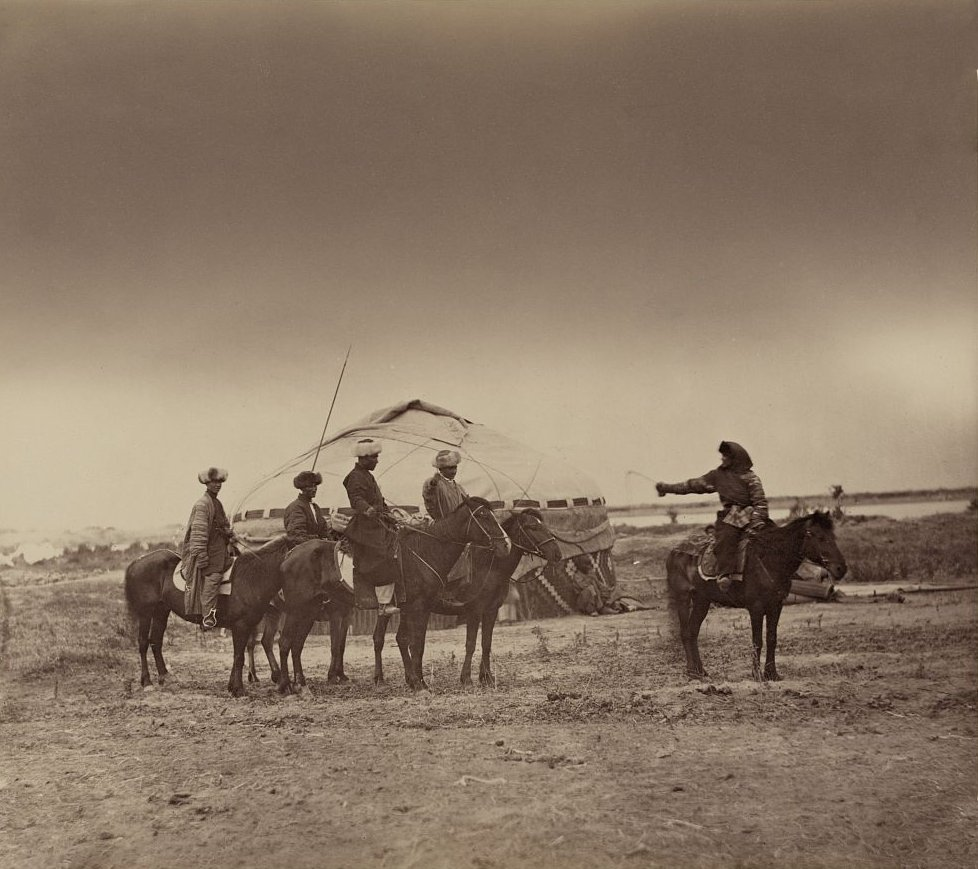
احتمالاً یک عروس ربایی در آسیای مرکزی در سال 1870

عروس ربایی یا ازدواج ربایشی در کشورهایی مانند، چین، مکزیک، روسیه، جنوب آفریقا، قرقیزستان و بسیاری از کشورهای آفریقایی و آسیایی اتفاق می‌افتد.
این‌گونه ازدواج اجباری در این کشورها به گونه‌ای است که دختر بدون رضایت و به شیوه‌ای کاملاً وحشیانه و جنایتکارانه دزدیده می‌شود و به عقد ازدواج مردی در می‌آید که علاقه‌ای به او ندارد یا حتی او را نمی‌شناسد.
این ازدواج‌ها در برخی موارد، به خودکشی عروس می‌انجامد. در یکی از اقوام موجود در قرقیزستان، یک سوم زنان به این روش ازدواج می‌کنند.

## از نظر قانون
عروس ربایی در اکثر کشورها غیرقانونی بوده و مجازات دارد. طبق قانون قرقیزستان عروس ربایی پیگرد قانونی داشته و حداکثر سه سال حبس به دنبال دارد.

## آفریقا
در سه کشور آفریقایی، عروس ربایی، نوعی آدم ربایی و متعاقبا تجاوز شمرده می شود.

### رواندا
عروس ربایی در مناطقی از رواندا شایع می باشد. رباینده اغلب زن را از خانه اش دزدیده و یا اینکه وی را تعقیب کرده و او را می رباید.

### مصر
پرونده هایی از ربوده شدن زنان و دختران مسیحی قبطی در دست می باشد. این زنان و دختران مجبور به تغییر دادن مذهب خود شدند و سپس با مردان مسلمان ازدواج کردند.

### اتیوپی
عروس ربایی در بسیاری از مناطق اتیوپی شایع می باشد. طبق تحقیقات به عمل آمده در سال 2003 توسط کمیته بین المللی اعمال سنتی در اتیوپی، شیوع این سنت در کشور حدود میانگین 69 درصد تخمین زده شده و بالاترین میزان نیز در اقوام جنوبی با 92 درصد می باشد.

### کنیا
در کنیا ازدواج های اجباری مشکلی است که دختران هنوز هم با آن روبه رو هستند. قسمت کشورها در ایالات متحده گزارش می کند که گاهی دختران نوجوان و جوان (ده ساله و بیشتر) با افرادی که بیست سال از خودشان بزرگتر هستند ازدواج می کنند.

## آسیا

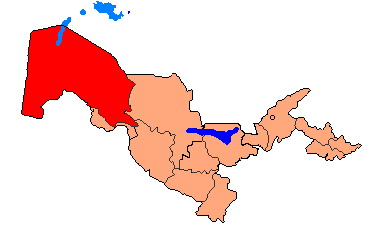
مناطق تحت عروس ربایی یا ازدواج ربایشی

در آسیای مرکزی، عروس ربایی در قرقیزستان ، قزاقستان ، ترکمنستان ، و قره قالپاقستان که منطقه ای خود مختار در کشور ازبکستان است،  وجود دارد.

### قزاقستان
در قزاقستان عروس ربایی (alyp qashu) به دو شکل ربودن غیر توافقی و توافقی تقسیم می شود. kelisimsiz alyp qashu به معنی ربودن بدون توافق و kelissimmen alyp qashu به معنی ربودن با توافق می باشد.

### ازبکستان
در قره قالپاقستان که منطقه ای خود مختار در کشور ازبکستان است، حدود یک پنجم تمامی ازدواج ها توسط عروس ربایی انجام شده است.

### آذربایجان
در آذربایجان ازدواج های از طریق ربودن دختر (qız qaçırmaq)  یا فرار کردن (qoşulub qaçmaq) هر دو اعمالی شایع می باشند.[67] در سنت های آذری ربودن دختر، یک زن جوان با میل خودش زمانیکه خانواده دختر یا پسر از ازدواج ناراضی هستند رایج است. بدون اشاره کردن به اینکه تجاوز رخ داده یا نه، زن توسط بستگانش ناپاک تلقی می شود و بنابراین مجبور به ازدواج با فرد رباینده می شود.

### گرجستان
در گرجستان، عروس ربایی در جنوب کشور رخ می دهد.  اگر چه میزان مشکل شناخته شده نیست، فعالان غیر دولتی تخمین می زنند که سالانه صدها زن ربوده شده و مجبور به ازدواج می شوند.

### ایران
عروس‌ربایی در برخی اقوام ایرانی، قیزقاچیتما یا قیزقاچیرتما نامیده می‌شود.

### پاکستان
سالانه حدود یک هزار زن مسیحی و هندو ربوده شده و به اجبار تغییر مذهب داده و با مردان مسلمان به اجبار ازدواج می کنند.

### اندونزی
در سنت های بالی، مردان بالی ای برای ازدواج باید زن را بربایند.

### ژاپن
طبق مطالعات کونیو یاناگیتا، محقق رسوم اجدادی ژاپن، در ژاپن سه شکل برای عروس ربایی وجود داشته.
موردی که مرد و همدستانش زن را بدون خبر والدین دختر ربوده.
موردی که والدین دختر به دلیل ترس از اعتبار عمومی نمیتوانند به ازدواج رضایت دهند.
موردی که زوج به دلایل مشکلات اقتصادی نمی توانند به طور رسمی ازدواج کنند.